# Пестрецы
Пестрецы (тат.  Питрә́ч) — село в Республике Татарстан, административный центр Пестречинского района и Пестречинского сельского поселения в его составе.

## География
Село расположено на правом берегу реки Мёша в 40 км к востоку от Казани.

### Климат
Село расположено в зоне умеренно континентального климата. Его характерной особенностью является быстрое нарастание тепла весной, затяжная осень и большая изменчивость зимних температур.
Среднегодовая температура воздуха в районе села Пестрецы составляет +3,5 °С. Самым теплым месяцем в году является июль со среднемесячной температурой +19,3 °C. Средняя месячная максимальная температура июля +24,8 °C. Самый холодный месяц — январь со среднемесячной температурой −11,6 °C. Средняя температура наиболее холодной части отопительного периода составляет −17,5 °C. Количество осадков в течение года достигает 530,4 мм.
Зима продолжительная. Переход среднесуточных температур через 0° С происходит обычно в середине ноября. В то же время образуется устойчивый снежный покров, который лежит на полях 140—155 дней. Наибольшей высоты (37 см) снежный покров достигает в середине марта, а затем начинается его уменьшение. Глубина промерзания почвы может достигать 100—120 см. Число морозных дней в году составляет около 160.
С переходом температур воздуха весной через 0° С (6—12 апреля) устанавливается весенний период. В отдельные годы наблюдаются возвраты холодов (весенние заморозки) вплоть до 11 июня. Лето длится до 3 месяцев. Продолжительность вегетационного периода около 170 дней.
Среднее годовое количество дней с туманами в с. Пестрецы может достигать шестнадцати. Преобладают ветры юго-западной четверти горизонта; то есть южные, западные и юго-западные. В течение года наибольшее распространение имеют ветры скоростью 4,2 м/с. Наибольших значений скорость ветра достигает зимой.

## История
Основано в период Казанского ханства.
В XIX веке местные жители занимались скотоводством, земледелием и различными промыслами.
До 1920 года село находилось в составе Кулаевской волости Казанского уезда Казанской губернии, с 1920 года входило в Арский кантон Татарской АССР, с 10 августа 1930 года является центром Пестречинского района.

Примерно в 1560—1565 годах по Указу Ивана IV «Земли от Шихазды до Девлизерского оврага передаются в вотчинное пользование Троицко-Сергиевскому монастырю с горы Свияжской». Мастеровые из Костромской губернии, строители этого монастыря, начинают заселять здешние края. Так именно в эти годы на берегу большого лесного озера в живописном месте появились жители будущих Пестрецов. Поселение назвали Троицкая пустошь. Через некоторое время была построена деревянная церковь Святого Николая-Угодника и Сергия Радонежского. Село переименовали в село Никольское. Несколько десятков лет оно существовало под этим названием.
В архивах Казанского Государственного университета хранится подлинный письменный источник — рукопись середины XVII века (1650 год), имеющая прямое отношение к истории Пестрецов. В источнике сказано: «Лета в 7158-го (1650 года) генваря живоначальные Троицы-Сергиева Казанского монастыря память мне строителю старца Кирилу Конищеву. Заговорил крестьянин Офонасья Бедерева ис поместья, его Иван Оксенов того же Троицкого-Сергиева монастыря в вотчине Малых Пестрецов у крестьянина у Исака Офонасьева за девку Анну. И та девка за его сына замуж выпущена. А выводу за неё взято 13 алтын 2 деньги по приказу. Память писал Костька Базлавской. Строитель Кирило». Этот документ даёт полное основание утверждать, что в 1650 году село уже называлось Пестрецы.
Существует две версии названия:
- Первая. По рассказам старожилов в окрестных лесах в старину водилось много грибов, которые были съедобные в мае, июне, когда была наибольшая нужда в дополнительном питании. Целыми семьями и улицами ходили в лес за грибами и возами возили в Казань на продажу. Гриб этот назывался «Пестрец», из семейства моховика. Казанцы, завидев Никольских крестьян с грибами «пестрец», громогласно оповещали: «Пестрецы привезли», и спешили на базар приобрести вкусный питательный гриб «пестрец». Так с годами это слово и закрепилось за продавцами грибов из села Никольского с речки Меши. Это, видимо, и послужило основанием для переименования села в Пестрецы.[источник не указан 1731 день]
- Вторая. Поскольку основатели села были люди разных профессий — каменщики, плотники, паркетчики, столяры, маляры, то, дескать, «пестрота» профессий и послужила поводом для переименования села. Но «пестрый» мастеровой люд селился тогда повсеместно, название подобное было только здесь. Из документов следует: «В 1865 году 27 ревизских душ отселились от Пестрецов в 17 верстах и образовали Новые Пестрецы, Новые Земли. Официально село стало называться Ново-Никольское». Затем это село существовало под этим же названием, Екатерининского сельсовета.[источник не указан 1731 день]

В 1878 году в «Списке населённых мест Казанской губернии» есть сведения о Пестрецах: «90. Пестрецы (Никольское) Пестречинского сельского общества. Село. Собств. из государств. Приход к с. Пестрецам. 7 верст от волостного правления. 310 дворов. 12 отдельных жилых губ. 355 отдельных жилых строений — каменных строений. 761 муж.п.душ — по уставной грамоте, 735 — муж.п.душ, — ныне по окладным местам. По семейным спискам: м. — 865, ж. — 913.
8 часовен каменных, 1 школа деревянная, 1 больница, 2 кузницы, 2 маслобойных заведения, 1 красильное заведение, 43 горшечных заведения, 2 базарные лавки, 2 питейных заведения, 3 харчевни, 1 водяная мельница. Базар по вторникам».
В 1901 году в Пестрецах 356 дворов, 2259 душ, 66 частных гончарных заведения, несколько небольших кирпичных заводов, два гончарных заведения промышленного типа, линия по производству керамических дымовых труб, керамических плиток, черепичной плитки.
Борьба за землю
На территории нынешнего Пестречинского района было 41 помещичье имение. В руках помещиков находилось 24 000 гектаров земли, то есть более чем 680 га на одно помещичье хозяйство. В то же время крестьянские наделы составляли 38 000 га. Таким образом, на каждый крестьянский двор приходилось всего лишь 5 гектаров земли.
После Октябрьской революции в результате осуществления ленинского декрета о земле крестьяне Казанской губернии получили 788 тысяч десятин земли, которая ранее принадлежала помещикам. Преодолевая огромные трудности, трудящиеся массы многонационального края начали строить новую жизнь.
Коллективизация на территории села Пестрецы
После окончания гражданской войны партия и правительство ставят задачу поднять тяжелую промышленность, без которой нельзя поднять сельское хозяйство. Ещё в 1919 году В. И. Ленин мечтал о 1 000 тракторов, которые бы могли обрабатывать большие площади земли.
В 1929 году в селе Пестрецы был организован колхоз «красные Пестрецы». Первый председатель — Павел Иванович Ферафонтов. Человек он был скромный, честный и работящий, но не хватало грамоты, и он упросил колхозников освободить его от работы. Был избран другой — Иван Иванович Сазонов. Счетоводом работал Семен Федорович Логинов, члены правления: Гринин Кирсан Николаевич, зубной врач больницы Стеклов Владимир Иванович, директор школы Михайлова Екатерина Ивановна.
Первую борозду в колхозе проложили Сорокин Николай Осипович и Гринин Иван Дмитриевич. Заслуженной славой пользовался у колхозников Осип Гринин — первый конюх колхоза. Первыми девушками-трактористами были Евдокия Гринина и Александра Шанина-Чибышева.
В Пестрецах была организована МТС, возглавлял её первый директор (он же первый председатель Пестречинского райисполкома) Степан Андриянович Никифоров. Его заместителем был Сергей Федорович Кожевников, направленный обкомом партии.
МТС была небольшая: один трактор, четыре сеялки, три жатки, две молотилки, пять сортировок, одиннадцать
конных плугов. Но этого вполне хватало для обслуживания колхоза «Красные Пестрецы» и близлежащих небольших пока ещё колхозов.
Колхозы нуждались в ученых специалистах. Политотдел МТС налаживает связь с Казанским университетом имени В. И. Ленина. Университет должен был готовить кадры и повышать их квалификацию. Силами профессуры в Пестрецах организуется цикл лекций для механизаторов и партактива, редакторов колхозных газет и литработников села. Организуются курсы для колхозных землемеров, открыт
общественный агрономический факультет для сотни колхозников.
К 1934 году коллективизация в пестречинском районе закончилась. Всего колхозов образовалось 108. Колхоз «Красные Пестрецы» переименован в «Политотделец».
Пестречинские гончары
Со дня своего основания село Пестрецы славилось мастерами. Сюда был согнан пестрый ремесленный люд из многих земель и всей России для строительства монастыря Святой Троицы. Так здесь осели столяры, плотники, резчики по дереву, маляры, бондари и, конечно же, горшечники. Продукция ремесленного села расходилась по всему Поволжскому краю. Особенно в начале XX века славились гончары и паркетчики. Вначале лепили посуду самую необходимую для крестьянского быта, обжигая её в примитивных печах, выложенных прямо в землянках, где добывали глину. С годами горшечное дело развивалось, приобретая все более массовый характер.
В «Казанской газете» за 1903 год № 49 читаем: «В селе Пестрецах, общее население которого в 1901 году было 2 259 душ, не достаточный размер земельного надела побудил жителей заниматься различными кустарными промыслами: плотничным, сапожным, и главным образом, паркетным и гончарным.
Одна четвёртая часть мужского населения кормится гончарным промыслом, причем в работах их некоторое участие принимают женщины и дети. При 356 дворах этого села находятся 66 гончарных заведений и несколько небольших кирпичных заводов, расположенных за селом весьма скученно.
Рассматриваемый промысел составляет существенное подспорье хозяйству, давая заработок населению в свободное от полевых работ время. Причем дело это не представляется вредным в санитарном отношении и не требует больших затрат первоначальное
образование.
Два гончарных заведения имеют вид промышленных предприятий и в них работают, кроме хозяев, три наёмных рабочих, и производство их несколько специализированно на выработке труб для дымоходов и цветочных горшков. Остальные носят кустарный характер, служа для работ или отдельных семей или для товарищества нескольких работников и заняты возделыванием обыкновенной посуды.
Почти все гончары занимаются земледелием, посвящая гончарному делу лишь свободное время. Промысел постепенно развивается в количественном отношении, но в качественном стоит на низкой ступени развития. Доходность промыслов кустарных заводов находится в прямой зависимости от степени урожая окружающего района. В урожайные годы одна мастерская продаёт посуды на сумму 200 рублей…»
В книге Р. И. Воробьёва и Е. П. Бусыгина «Художественные промыслы Татарии в прошлом и настоящем» (1957) имеются сведения о развитии уже керамического промысла в Пестрецах, а именно: «Некоторое место среди художественных промыслов края занимала керамика — изготовление декоративной посуды, а также керамических плиток для полов, отделки панелей и т. д.
Декоративная глиняная посуда, различного рода тарелки, вазы, кувшины, горшки для цветов, покрытые цветным или тисненым орнаментом, изготовляли горшечники села Пестрецы. Здесь имеется соответственного качества глина, издавна сложился горшечный промысел.
Во второй половине XIX века этот промысел стал не только подсобным для целого ряда крестьян в Пестрецах и некоторых близ лежащих к ним деревнях. Чтобы поднять заработок, некоторые крестьяне стали изготовлять орнаментированную посуду. Пионеры художественного промысла получили поддержку со стороны некоторых преподавателей Казанского художественного училища, которые стали делать рисунки для посуды, а также учить этому делу самих кустарей.»
В связи с подготовкой научно-промышленной выставки в г. Казани в 1890 году промыслом заинтересовалось Казанское уездное земство, которое дало средства для постройки усовершенствованных печей для обжига и вообще оборудования дела. Пестречинцы изготовили для выставки неплохие образцы художественной посуды, которая заинтересовала посетителей и нашла достаточный сбыт. После выставки художественным промыслом занялось большое число кустарей. Недаром именно сюда в 1911 году приехали петербургские художники-керамисты Ильинские, выпускники училища Штиглица. Приехали для того, чтобы вдохнуть новую жизнь в старый гончарный промысел.
В Пестрецах Александр Иванович и Елена Владимировна создали свою школу. Построили и оборудовали на земские деньги учебно-производственную мастерскую. Это было главным делом их жизни. Александр Иванович был из смоленских крестьян, с детства имел склонность к рисованию. А когда узнал, что в Петербурге есть училище Штиглица, в котором можно было учиться бесплатно и даже получать стипендию, отправился в столицу. Елена Владимировна попала в училище в Соляном переулке по другому. Она была из дворян. И уже была прекрасно подготовлена к учёбе. Любовь к искусству вскоре стала их общей любовью. По окончании училища оба уже знали, что будут работать вместе, создадут гончарную школу и она будет в Пестрецах.
Ещё во время учёбы Ильинский познакомился с изделиями пестречинских кустарей, испытывал образцы пестречинской глины. В 1911 году он приехал с женой в Казанскую губернию и уже на месте убедился в верности своего выбора. Здесь, было прекрасное сырьё, давно сложились династии мастеров. Но условия труда были чудовищные — мастерские кустарей располагались в землянках, вырытых по склону глинистого оврага. В этих земляных норах можно было работать, только согнувшись в три погибели.
Изделия пестречинских были очень дёшевы, это была в основном хозяйственная посуда, которую возили на казанские базары, а в городе уже рос спрос на керамику, более современную, более изящную. Поэтому создание учебной мастерской под руководством специалистов отвечало веяниям времени. Да и среди самих пестречинских гончаров было много желающих отдать в мастерскую своих детей.
Александр Иванович выказал недюжинные организаторские способности: уточнял и доводил до ума проект мастерской, выписывал из заграницы оборудование, монтировал его, участвовал в строительстве зданий, а печи для обжига складывал сам. Экспериментировал с красками и глазурью. То и дело приходилось откладывать дела, влезать в азям, тулуп, садиться в сани и, погоняя серого в яблоках Щеголя, ехать в город за 40 верст, спорить с начальством, требовать точного исполнения «Положения о художественно-промышленных учреждениях Министерства торговли и промышленности».
Весной 1912 года был утвержден устав мастерской. Но вот завершено строительство, установлено оборудование: горн для обжига, муфели, плавильная печь для глазури, шаровая мельница, фильтр-пресс, шлифовальные станки, воздушные насосы, различные гончарные станки и механизмы, нефтяной семи сильный двигатель.
Сложился коллектив: сам Ильинский преподавал технологию производства керамики, Елена Владимировна вела такие предметы, как композиция, акварель, лепка, декорирование.
Мастер гипсоформовочного дела датский подданный Теодор Юлиус Виктор Бирх учил ребят своему ремеслу. В мастерской работали мастера — горновщик Галактион Васильевич Мишухин, машинист Павел Григорьевич Гржямайло.
А вот первые ученики — Леонтии Кирюшин, Михаил Моисеев, Иван Потапов, Алексей Родионов, Алексей Мишухин. Ученикам Ильинского удалось создать высокохудожественные изделия.
В страшный голод начала XX века мастерская гончаров-художников растеряла своих учеников. Разбрелись мастера, уехала в родной Воронеж Елена Владимировна, а сам Ильинский оставался, держался до последнего, не хотел расставаться со своим детищем. В конце 1923 года он стал преподавать в Воронежском художественно-промышленном техникуме, позже заведовал керамическим отделением Ленинградского художественно-промышленного техникума (бывшего училища Штиглица).
Во время блокады умерла от голода Елена Владимировна, на год её пережил Александр Иванович — умер в эвакуации в Средней Азии.
В 1960-е годы здания, которые строил Ильинский, отвоевал у гончаров тогдашний главврач районной больницы. Тогда они перебрались в Уланово, в сараи, малоприспособленные для работы. В конце 80-х умер Иван Степанович Чернов, старейший из ещё работающих гончаров. Только он мог делать что-то посложнее цветочных горшков. Остановились гончарные круги. Один из последних перекочевал из Уланово в Пестречинский краеведческий музей.
Важным событием лета 1992 года стала поездка в Санкт-Петербург заведующей тогда музеем в Пестрецах Ушановой Воли Федоровны. Появилась новая ниточка в, казалось бы, утраченном клубке повествований о пестречинской керамике. Именно из Санкт-Петербурга были привезены в Пестречинский музей фотографии, документы и некоторые изделия 1912—1921 годов. В фондах музея есть видеофильм о пестречинских вазах начала XX века, находящихся в Санкт-Петербургском этнографическом музее, слайды изделий пестречинских мастеров-керамистов, хранящихся в личном архиве Ильинских.
В конце 1990-х годов, Общество русской культуры г. Казани открыло, в Пестрецах мастерскую при ПСШ № 2. Были выпущены первые изделия ТОО «ГОНЧАР», но, не справившись с выплатой огромного количества налогов и долгов, мастерская закрылась.
В настоящее время отделом культуры Пестречинского района совместно с ДШИ и музеем разработана программа возрождения гончарного промысла в Пестрецах. Начать возрождать былую славу пестречинской керамики с молодых, желающих обучаться гончарному делу. Только так можно продолжить дело пестречинских гончаров, только так можно возродить древний народный промысел, который, опираясь на традиции русского и булгарского гончарного искусства, обогатил бы их современными художественными решениями.
Народные промыслы
Производство паркета. В книге «Мелкая промышленность» Казанской губернии (издание Казань. 1911 год) говорится: «Промышленность паркета в Пестрецах занимает около 50 наёмных работников. Наряду с нею держатся мелкие промышленники той же специальности».
Изготовляли паркет только зимой, летом же паркетчики расходились в Саратов, Елабугу, Царицын, Самару и другие города для настилки паркетов. И далее «Пестречинские паркетчики дома работают лишь немногие, большинство уходят на сторону. В селе Пестрецы в мастерской Смолева имеется 30 верстаков, при составе взрослых мастеровых 20 человек и 10 учеников».

## Население
| 1959 | 1970  | 1979  | 1989  | 2002  | 2010  | 2021    |
| ---- | ----- | ----- | ----- | ----- | ----- | ------- |
| 2619 | ↗3634 | ↗5013 | ↗6210 | ↗7297 | ↗8102 | ↗11 601 |

## Экономика и социальная сфера
Пестречинский район является сельскохозяйственным. ОАО «Агрофирма „Ак Барс-Пестрецы“» занимается производством мяса кур и яиц. Здесь трудятся более тысячи пестречинцев.
Экономически сильное хозяйство в районе — ООО «Газовик», состоящее из трех отделений — «Богородского», «Татарского», «Старошигалеевского». На базе ООО «Газовик» создан комплекс по переработке мяса, молока, зерна. Здесь же выращиваются и реализуются 18 сортов роз на площади 1,2 гектаров.
Действуют ЗАО «Пестрецыстрой», Пестречинское МПП ЖКХ, дорожное управление, райгаз, РЭС, РУЭС, РУПС, ООО «Пресс», ООО «Тэмле» (выпускающее кондитерские изделия), ООО «Керамика», ООО «Зима», лесничество.
Музыкальная школа. Филиал Татарского государственного музея. Типография.

## Достопримечательности, памятные места
В экспозициях музея «Природа родного края» имеются бивень, зубы, кости, найденные на берегах Меши. В долине реки Меши известны памятники и более ранней поры, в частности, эпохи бронзы.
Стоянки первобытных людей обнаружены на местах современных Пестрецов. Археологи нашли здесь каменные и железные топоры, мотыги, ножи, наконечники стрел и копий.
Сохранилось немало памятников Волжской Булгарии, золотоордынского времени (XIII—XIV), а также периода Казанского ханства (XIV—XVI).

## Транспорт
Прямые пригородные автобусные маршруты из Казани начали ездить в Пестрецы с начала 1990-х годов — маршрут № 110 связывал село с Советской площадью; вскоре его заменил № 111, который в конце 1990-х был перенумерован в № 311, в середине 2010-х — в № 108, а в 2018 году — в № 109.